# Branislav Bajić
Branislav Bajić (5. maj 1977) srpski je fudbalski trener i bivši fudbaler koji je igrao na poziciji centralnog odbrambenog igrača.
Karijeru je započeo u FK Zemun. Kasnije je branio boje Xerez CD, Ionikos FC, FK Metalac GM, San Fernando CD. Trenutno nastupa za Racing Club Portuense.

## Spoljašnje veze
- Branislav Bajić na utakmica.rs